# Crotta d’Adda
Crotta d’Adda ist eine norditalienische Gemeinde (comune) in der Provinz Cremona in der Lombardei mit 618 Einwohnern (Stand 31. Dezember 2023).

## Geografie
Die Gemeinde liegt etwa 13,5 Kilometer westnordwestlich von Cremona am Parco dell’Adda Sud und grenzt an die Provinzen Lodi und Piacenza (Emilia-Romagna). Hier mündet die Adda in den Po.

## Verkehr
Durch die Gemeinde führt die frühere Strada Statale 234 Codognese von Pavia nach Cremona.